# إيفاندرو غيرا
إيفاندرو موتا ماركونديس غيرا (بالبرتغالية: Evandro Motta Marcondes Guerra؛ مواليد 27 ديسمبر 1981) لاعب كرة الطائرة برازيلي. يلعب في منتخب البرازيل لكرة الطائرة للرجال ونادي الكويت.

## الإنجازات الرياضية
- بطولة العالم للأندية للكرة الطائرة للرجال
  -  بيتيم 2016 – مع سادا كروزيرو  [لغات أخرى]‏
  -  بيتيم 2019 – مع سادا كروزيرو  [لغات أخرى]‏
- بطولة أمريكا الجنوبية للأندية
  -  بيلو هوريزونتي 2013 – مع نادي يو بي سي إن للكرة الطائرة  [لغات أخرى]‏
  -  مونتيس كلاروس 2017 – مع سادا كروزيرو  [لغات أخرى]‏
  -  مونتيس كلاروس 2018 – مع سادا كروزيرو  [لغات أخرى]‏
  -  بيلو هوريزونتي 2019 – مع سادا كروزيرو  [لغات أخرى]‏
  -  كونتاجيم 2020 – مع سادا كروزيرو  [لغات أخرى]‏
- البطولات الوطنية
  - 2006/2007  كأس البرازيل، مع نادي سيميد الرياضي
  - 2007/2008  بطولة البرازيل، مع نادي سيميد الرياضي
  - 2011/2012  كأس الأرجنتين، مع بوليفار فولي  [لغات أخرى]‏
  - 2012/2013  كأس الأرجنتين، مع نادي يو بي سي إن للكرة الطائرة  [لغات أخرى]‏
  - 2012/2013  بطولة الأرجنتين، مع نادي يو بي سي إن للكرة الطائرة  [لغات أخرى]‏
  - 2016/2017  السوبر كوبا البرازيلية، مع سادا كروزيرو  [لغات أخرى]‏
  - 2016/2017  بطولة البرازيل، مع سادا كروزيرو  [لغات أخرى]‏
  - 2017/2018  السوبر كوبا البرازيلية، مع سادا كروزيرو  [لغات أخرى]‏
  - 2017/2018  كأس البرازيل، مع سادا كروزيرو  [لغات أخرى]‏
  - 2017/2018  بطولة البرازيل، مع سادا كروزيرو  [لغات أخرى]‏
  - 2018/2019  كأس البرازيل، مع سادا كروزيرو  [لغات أخرى]‏
  - 2019/2020  كأس البرازيل، مع سادا كروزيرو  [لغات أخرى]‏

### منتخب الشباب
- 2001  بطولة العالم للكرة الطائرة تحت 21 سنة للرجال
- 2007  كأس أمريكا

### الجوائز الفردية
- 2015: بطولة أمريكا الجنوبية – أفضل ضارب عكسي
- 2016: بطولة العالم للأندية – أفضل ضارب عكسي
- 2019: بطولة العالم للأندية – أفضل ضارب عكسي

## وصلات خارجية
- Evandro Guerra على موقع عالم الكرة الطائرة (الإنجليزية)
- Evandro Guerra على موقع دوري الدرجة الأولى الإيطالي للكرة الطائرة - رجال (الإيطالية)
- Evandro Guerra على موقع الدوري الياباني (مؤرشف) (اليابانية)
- Evandro Guerra على موقع اللجنة الأولمبية الدولية (الإنجليزية)
- Evandro Guerra على موقع أوليمبيديا (الإنجليزية)
- Evandro Guerra على موقع اللجنة الأولمبية البرازيلية (البرتغالية)
- ملف تعريف اللاعب على Volleybox.net
- إيفاندرو غيرا في موقع أوليمبيديا
- إيفاندرو غيرا في اللجنة الأولمبية الدولية
- إيفاندرو غيرا في اللجنة الأولمبية البرازيلية (بالبرتغالية)

| الجوائز              | الجوائز                                                           | الجوائز              |
| -------------------- | ----------------------------------------------------------------- | -------------------- |
| سبقه ألكسندر مورينو  | أفضل ضارب عكسي في بطولة أمريكا الجنوبية للكرة الطائرة للرجال 2015 | تبعه والاس دي سوزا   |
| سبقه ماكسيم ميخايلوف | أفضل ضارب عكسي في بطولة العالم للأندية للكرة الطائرة للرجال 2016  | تبعه تسفيتان سوكولوف |